# Grupo Parlamentario de Esquerra Republicana-Izquierda Unida-Iniciativa per Catalunya Verds
El Grupo Parlamentario de Esquerra Republicana-Izquierda Unida-Iniciativa per Catalunya Verds (GER-IU-ICV) fue un grupo parlamentario del Congreso de los Diputados de España durante la IX Legislatura (2008-2011). Estaba formado por tres diputados de Esquerra Republicana de Catalunya y los dos diputados obtenidos por la coalición Izquierda Unida-Iniciativa per Catalunya Verds (un diputado para cada formación).
La constitución del grupo parlamentario se acogió a la reglamentación que permite formar un grupo si se cuenta con cinco o más diputados pertenecientes a candidaturas que, en conjunto, han obtenido más de un 5% de los votos en las elecciones.
Tras el revés electoral sufrido por Izquierda Unida y Esquerra, ninguno de los dos podía revalidar el grupo parlamentario de la anterior legislatura, por lo que proyectaron constituir un grupo parlamentario conjunto. Sin embargo, ni aun así superaban la barrera reglamentaria del 5%, por lo que el BNG se incorporó al grupo, expresando sin embargo su intención de pasar, una vez constituido el grupo, al Grupo Parlamentario Mixto, hecho que se produjo el 17 de abril de 2008.
Joan Ridao era el portavoz del grupo y Gaspar Llamazares el portavoz adjunto.

## Composición
- Francesc Canet (ERC)
- Joan Herrera (ICV), sustituido en octubre de 2010 por Núria Buenaventura[2]
- Gaspar Llamazares (IU)
- Joan Ridao (ERC)
- Joan Tardà (ERC)